# Poona Bayabao
Poona Bayabao est une localité de la province de Lanao du Sud, aux Philippines. En 2015, elle compte 22 227 habitants.